# 薩拉托夫水庫
薩拉托夫水庫是俄羅斯的人工湖泊，位於薩馬拉州和薩拉托夫州的伏爾加河下游，在1967年因巴拉科沃興建水力發電廠水壩形成，水庫的最高點位於陶里亞蒂，水庫旁的城市有薩馬拉。